# Geografia Sahary Zachodniej

Położenie Sahary Zachodniej

Sahara Zachodnia jest terytorium o nieuregulowanym statusie politycznym, które leży w zachodniej części Afryki na Oceanem Atlantyckim. Ten będący pod kontrolą Maroka kraj cechuje się suchym i pustynnym klimatem, gdzie elementem krajobrazu są pozbawione roślinności obszary.

## Powierzchnia, skrajne punkty i granice
Powierzchnia – 252 120 km²
Skrajne punkty: północny 27°40'N, południowy 21°21'N, zachodni 17°07'W, wschodni 8°40'W. 
Sahara zachodnia graniczy:
- Algieria – 42 km
- Mauretania – 1 561 km
- Maroko – 443 km

Linia brzegowa – 1 110 km

## Budowa geologiczna i rzeźba

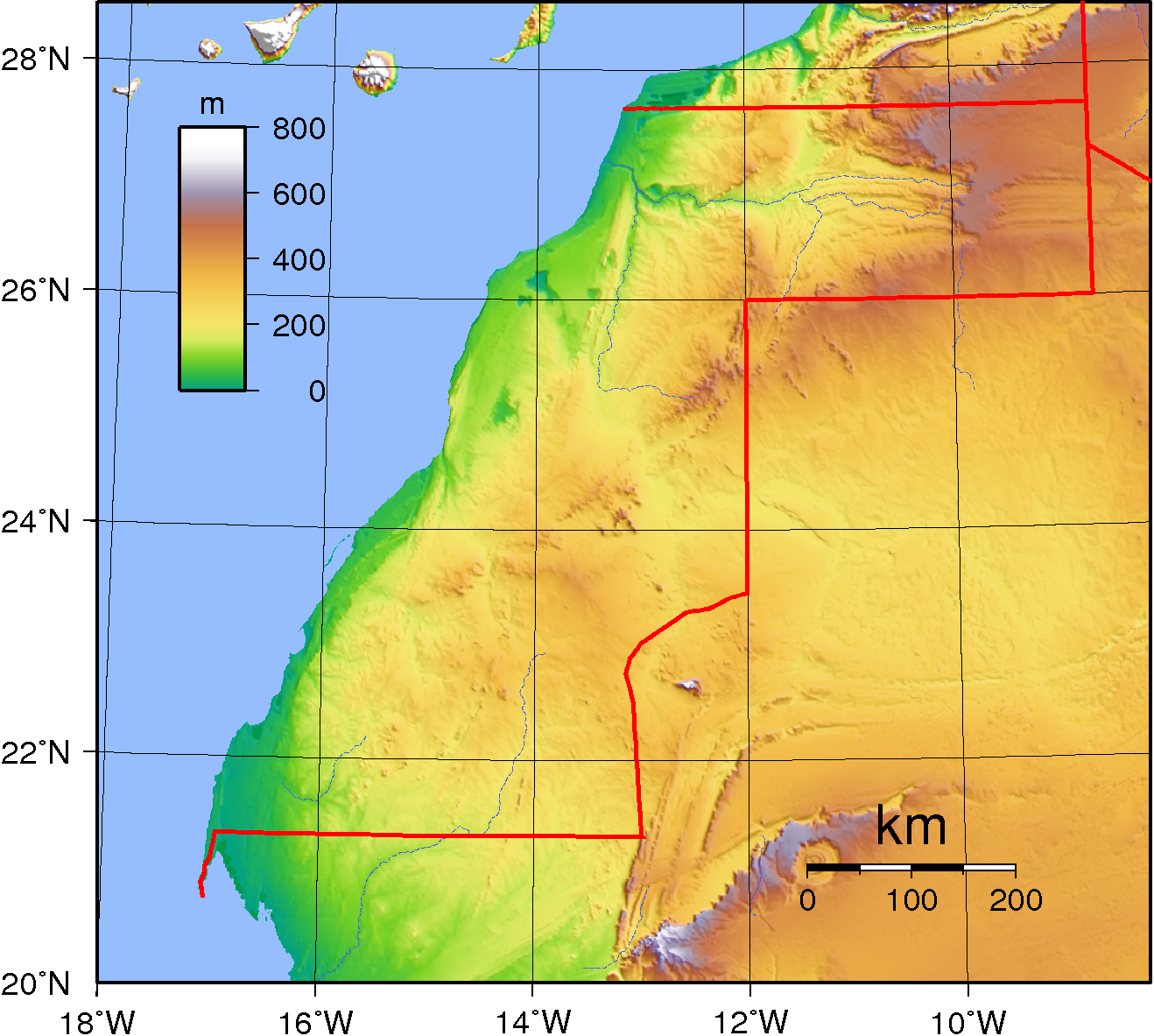
Mapa fizyczna kraju

Sahara Zachodnia leży na zachodnim krańcu Tarczy Saharyjskiej. Obszar kraju dzieli się na dwa obszary geologiczne ciągnące się mniej więcej południkowo, zgodnie z zarysem linii brzegowej. Pierwszym jest nadmorski pas aluwialnych osadów morskich pochodzących z trzeciorzędu i czwartorzędu. Drugim obszarem jest ciągnący się na wschodzie kraju obszar starych struktur geologicznych. Są nimi skały prekambryjskie, które w wielu miejscach stanowią wychodnie. 

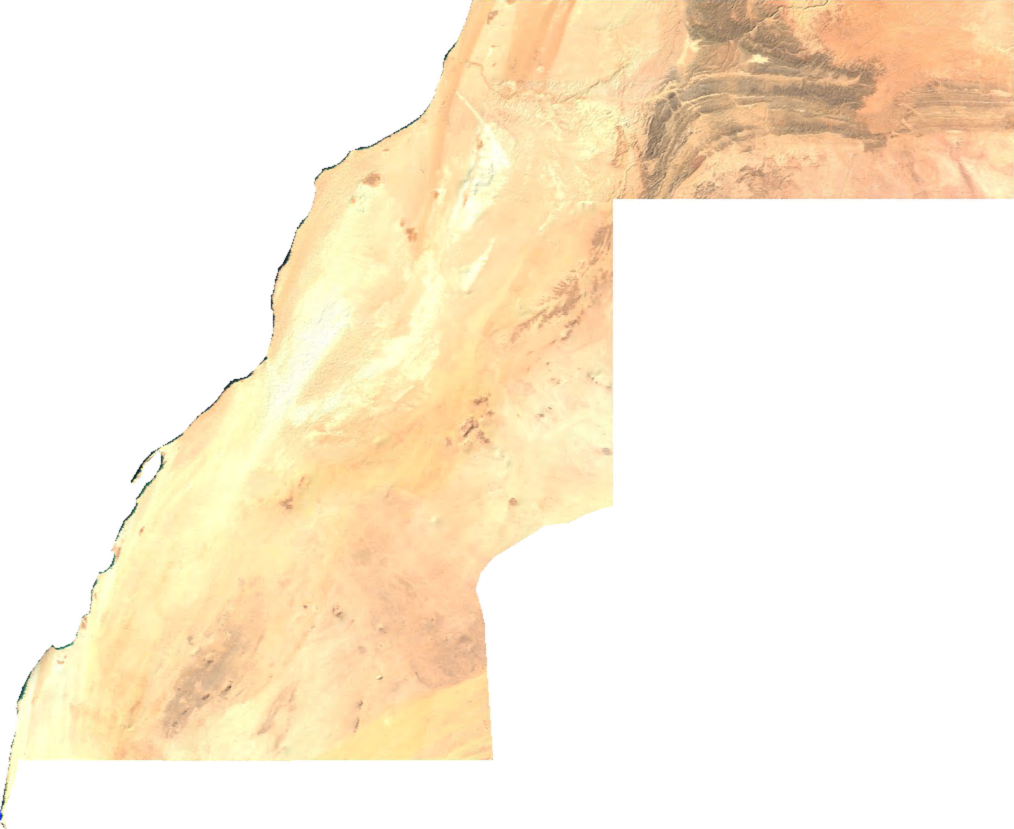
Mapa satelitarna kraju

Sahara Zachodnia jest obszarem w większości nizinnym i niezwykle monotonnym pod względem rzeźby terenu. Niemal cała powierzchnia kraju jest równinna, gdzie tylko na północno-wschodnim krańcu teren się wyraźnie podnosi. Obszary leżące powyżej 300 m n.p.m. zajmują 1/3 powierzchni. Tereny wyżynne leżą na wschodnim krańcu Sahary Zachodniej i w północno-wschodniej części. Średnia wysokości tych terenów wynosi od 350 do 500 m n.p.m. W północno-zachodnim krańcu Sahary Zachodniej teren podnosi się do średnio 500–600 m n.p.m. Tereny te są przedgórzami marokańskiego Atlasu, gdzie najwyższy punkt nad poziom morza ma 823 m. Brak jakichkolwiek wzgórz w krajobrazie Sahary Zachodniej zastępują leżące na zachodzie obszary pustyni piaszczystej, gdzie występują wydmy.
Linia brzegowa jest bardzo słabo urozmaicona. W wielu miejscach ma ona postać wyrównaną. Wybrzeże jest skaliste i większości klifowe.

## Klimat
Cały obszar Sahary Zachodniej znajduje się w strefie klimatu zwrotnikowego suchego i wybitnie suchego. W całym kraju panują pustynne warunki pogodowe, odznaczające się przede wszystkim wysokimi amplitudami termicznymi pomiędzy dniem i nocą. Zachodnia część kraju znajduje się pod wpływem zimnego Prądu Kanaryjskiego. 
Temperatury cechują się dużymi wahaniami na większości terytorium Sahary Zachodniej. W strefie nadbrzeżnej wartości termiczne są relatywnie niskie, co wiąże się z wpływem zimnego Prądu Kanaryjskiego. Na wybrzeżu zimą średnie wartości na północy wynoszą 10 °C, zaś na południu sięgają 20 °C. Latem temperatura na północy wrasta do 24–25 °C. Na wybrzeżu zarówno na północy i południa nie występują wartości termiczne przekraczające 30 °C. Temperatury i ich rozpiętości rosną w kierunku wschodnim. W głębi lądu przy granicy z Mauretanią zimą temperatury są podobne co na wybrzeżu, ale latem wartości te przekraczają 30 °C. W ciągu dnia panują upały sięgające 40 °C, podczas gdy w nocy temperatura spada do 10 °C. Zimą nocne wartości termiczne w głębi lądu schodzą do nawet 0 °C. Częstym zjawiskiem są przymrozki, szczególnie w północno-wschodniej części kraju.

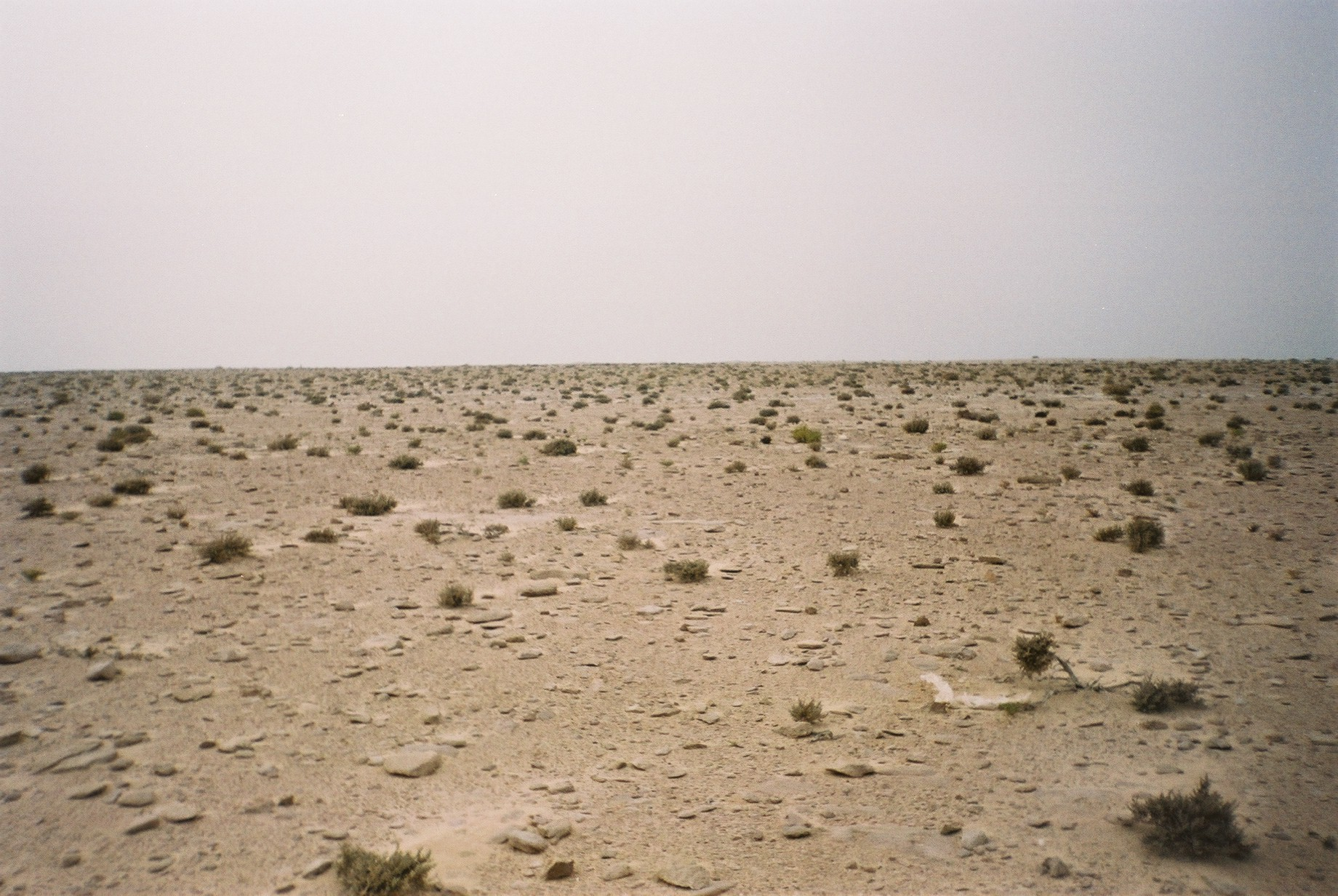
Saharyjska hamada

Opady na terenie całego kraju są niskie. Na wybrzeżu wartości te są niskie z powodu działalności Prądu Kanaryjskiego, który nie przynosi opadów. Na wschodzie przyczyną niskich opadów jest kontynentalizm. Średnie opady są niższe niż 100 mm i wahają się od 25 do 80 mm. Tereny Sahary Zachodniej należą do najsuchszych na świecie. Opady występują zimą i mają postać epizodycznych deszczy, cechujący się coroczną regularnością. Sahara Zachodnia, szczególnie jej wschodnia cześć cechuje się niską wilgotnością powietrza. Stałym elementem są wiejące z północnego wschodu pasaty. W głębi lądu występują burze pustynne.

## Wody
Brak stałej sieci rzek. Z powodu niskich opadów w suchych dolinach wadi występują jedynie rzeki epizodyczne i okresowe. Największą rzeką okresową w Saharze Zachodniej jest As-Sakija al-Hamra w północnej części kraju. Jedynymi większymi zasobami wód są wody podziemne. 

## Gleby
Praktycznie cały obszar kraju pokryty jest pustynnymi glebami, głównie yernosolami. Gleby te nie mają żadnej przydatności rolniczej. Tereny pustyni piaszczystej są pozbawione pokrywy glebowej.

## Flora i fauna
Szata roślinna jest bardzo uboga co wiąże się z niskimi opadami deszczu. Miejscami występują formacje roślinności pustynnej do której należą sukulenty i suchoroślowe krzewy. Brak lasów, około 80% powierzchni kraju to pustynia piaszczysta, a głębi lądu pustynia kamienista zwana hamadą. Nielicznie spotykane są niskie drzewa akacji, które są charakterystyczne dla afrykańskich pustyń.
Należąca do Regionu Śródziemnomorskiego fauna jest uboga. Reprezentują ją głównie gady jak węże kobra i żmije rogate. Do saharyjskich gadów należą także jaszczurki jak np. scynk. Liczne są skorpiony. Plagą tego regionu są roje szarańczy. Na wybrzeżu występują różne gatunki ptaków morskich.